# Sara Olsvig
Sara Olsvig, född 26 september 1978 i Nuuk, är en grönländsk politiker, som från 2014 till 2018 var  partiledare för Inuit Ataqatigiit. Från den 15 september 2011 till 18 juni 2015 var hon ledamot av danska Folketinget och den 12 mars 2013 valdes hon in i Grönlands landsting. 
Olsvig har kandidatexamina från Grönlands universitet och Köpenhamns universitet.